# Chiến sĩ quả cảm (mùa 1)
Mùa đầu tiên của chương trình Chiến sĩ quả cảm, dưới sự chỉ đạo của Bộ Công an Việt Nam, do Cục Công tác Đảng và công tác chính trị cùng với Công ty Cổ phần Truyền thông Zeit Media phối hợp thực hiện, được phát sóng trên kênh VTV3 từ ngày 27 tháng 7 năm 2025 với các thành viên chính là Lê Dương Bảo Lâm, Kiều Minh Tuấn, Ngô Kiến Huy, MONO, Thành Trung, Binz, Neko Lê, Song Luân, Liên Bỉnh Phát, Phan Mạnh Quỳnh, Quốc Thiên, Tiến Luật, Long Hạt Nhài và Hưng Nguyễn.

## Danh sách thành viên
Danh sách nghệ sĩ tham gia chương trình Chiến sĩ quả cảm mùa đầu tiên được công bố vào ngày 6 tháng 6 năm 2025, bao gồm 12 nhân vật ban đầu. Hai nhân vật tiếp theo, Binz và Hưng Nguyễn, được bổ sung vào đội hình vào ngày 23 tháng 7 năm 2025.
| Tên nhân vật (Nghệ danh)        | Năm sinh | Nghề nghiệp          |
| ------------------------------- | -------- | -------------------- |
| Nguyễn Tiến Luật                | 1982     | Diễn viên, MC        |
| Võ Thành Trung                  | 1983     | MC, diễn viên        |
| Kiều Minh Tuấn                  | 1988     | Diễn viên            |
| Trần Quốc Thiên                 | 1988     | Ca sĩ                |
| Lê Nguyễn Trung Đan (Binz)      | 1988     | Rapper, Ca sĩ        |
| Lê Thành Dương (Ngô Kiến Huy)   | 1988     | Ca sĩ, diễn viên, MC |
| Lê Dương Bảo Lâm                | 1989     | Diễn viên hài, MC    |
| Phan Mạnh Quỳnh                 | 1990     | Ca sĩ, Nhạc sĩ       |
| Lê Trường Sơn (Neko Lê)         | 1990     | Streamer, Rapper     |
| Liên Bỉnh Phát                  | 1990     | Diễn viên            |
| Nguyễn Trường Sinh (Song Luân)  | 1991     | Diễn viên, Ca sĩ     |
| Nguyễn Hải Long (Long Hạt Nhài) | 1992     | TikToker             |
| Nguyễn Hữu Hưng (Hưng Nguyễn)   | 1998     | Vũ công, Người mẫu   |
| Nguyễn Việt Hoàng (MONO)        | 2000     | Ca sĩ, Nhạc sĩ       |

## Nội dung chương trình
| Tập | Tiêu đề                         | Ngày phát sóng      | TK    |
| --- | ------------------------------- | ------------------- | ----- |
| 1 | "Lòng tự hào"                   | 27 tháng 7 năm 2025 | [ 3 ] |
| - Mở đầu huấn luyện - Huấn luyện mặc trang phục mặt nạ phòng độc, bình dưỡng khí - Huấn luyện đội hình 2 lăng B - Tập huấn mô hình Fireblast |                                 |                     |       |
| 2 | "Chạy đua với thời gian"        | 3 tháng 8 năm 2025  | [ 4 ] |
| - Huấn luyện nhận diện và dập tắt đám cháy - Thử thách thi đấu chữa cháy - Huấn luyện phá khóa cửa cứu nạn nhân - Thử thách thực chiến: Cứu người mắc kẹt trong vụ tai nạn xe buýt |                                 |                     |       |
| 3 | "Vì yêu thương mạnh hơn nỗi sợ" | 10 tháng 8 năm 2025 | [ 5 ] |
| - Huấn luyện điều lệnh đội ngũ từng người tay không - Huấn luyện cứu nạn cứu hộ trên cao - Thử thách thực hành đội hình cứu nạn cứu hộ dưới giếng sâu - Huấn luyện đội hình trinh sát đám cháy và cứu nạn cứu hộ trong không gian hẹp - Thử thách thực chiến: Chữa cháy, cứu nạn cứu hộ trong vụ cháy nhà ống - Huấn luyện cứu nạn cứu hộ và mò tìm tang vật dưới nước |                                 |                     |       |
| 4 | "Cứu cái còn trong cái mất"     | 17 tháng 8 năm 2025 | [ 6 ] |
| - Thử thách lặn mò tìm tang vật dưới nước - Thử thách diễn tập thực hành cứu nạn cứu hộ tại địa hình hiểm trở - Thực hành cứu nạn cứu hộ trên sông - Thử thách thực chiến: Chữa cháy, cứu nạn cứu hộ trong vụ cháy tàu trên sông Sài Gòn |                                 |                     |       |

## Kết quả từng ngày

### Ngày 1
| Hạng | Chiến sĩ           | Chỉ số năng lực | Chỉ số năng lực | Chỉ số năng lực   | Chỉ số năng lực | Chỉ số năng lực | Tổng điểm |
| Hạng | Chiến sĩ           | Kỷ luật         | Mức độ vượt khó | Tư duy chiến lược | Thể lực         | EQ              | Tổng điểm |
| ---- | ------------------ | --------------- | --------------- | ----------------- | --------------- | --------------- | --------- |
| 1    | Lê Thành Dương     | 8               | 7               | 7                 | 7               | 7               | 36        |
| 2T   | Liên Bỉnh Phát     | 7               | 8               | 7                 | 6               | 7               | 35        |
| 2T   | Nguyễn Trường Sinh | 7               | 7               | 7                 | 7               | 7               | 35        |
| 3    | Kiều Minh Tuấn     | 7               | 6               | 6                 | 6               | 8               | 33        |
| 4    | Trần Quốc Thiên    | 6               | 6               | 7                 | 6               | 6               | 31        |
| 5T   | Nguyễn Việt Hoàng  | 6               | 6               | 6                 | 5               | 7               | 30        |
| 5T   | Nguyễn Hải Long    | 6               | 6               | 6                 | 6               | 6               | 30        |
| 5T   | Phan Mạnh Quỳnh    | 6               | 6               | 6                 | 5               | 7               | 30        |
| 6T   | Nguyễn Tiến Luật   | 7               | 2               | 7                 | 6               | 7               | 29        |
| 6T   | Lê Trường Sơn      | 6               | 6               | 6                 | 5               | 6               | 29        |
| 7    | Võ Thành Trung     | —               | —               | —                 | —               | —               | 26        |
| 8    | Lê Dương Bảo Lâm   | 3               | 5               | 3                 | 6               | 7               | 24        |